# Trinité-et-Tobago aux Jeux olympiques d'été de 2012
Trinité-et-Tobago participe(nt) aux Jeux olympiques d'été de 2012 à Londres, au Royaume-Uni, du 27 juillet au 12 août de la même année pour sa 16e fois à des Jeux d'été.

## Médaillés
| Sport      | Discipline               | Athlète(s)                                                    | Performance        | Date               |
| Athlétisme | Médailles d'or : 1       | Médailles d'or : 1                                            | Médailles d'or : 1 | Médailles d'or : 1 |
| Athlétisme | Lancer du javelot hommes | Keshorn Walcott                                               | 84,58 m (RN)       | 11 août            |
| Athlétisme | Médailles d'argent : 1   |                                                               |                    |                    |
| Athlétisme | Relais 4 × 100 m hommes  | Keston Bledman Marc Burns Emmanuel Callender Richard Thompson | 38 s 12            | 11 août            |
| Athlétisme | Médailles de bronze : 2  |                                                               |                    |                    |
| Athlétisme | 400 m hommes             | Lalonde Gordon                                                | 44 s 52            | 6 août             |
| Athlétisme | Relais 4 × 400 m hommes  | Ade Alleyne-Forte Lalonde Gordon Deon Lendore Jarrin Solomon  | 2 min 59 s 40 (RN) | 10 août            |

## Athlétisme
Les athlètes de Trinité-et-Tobago ont jusqu'ici atteint les minima de qualification dans les épreuves d'athlétisme suivantes (pour chaque épreuve, un pays peut engager trois athlètes à condition qu'ils aient réussi chacun les minima A de qualification, un seul athlète par nation est inscrit sur la liste de départ si seuls les minima B sont réussis), :
hommes
Courses
| Athlète                                                                                   | Épreuve          | Séries       | Séries | Quarts de finale | Quarts de finale | Demi-finales | Demi-finales | Finale       | Finale                              |
| Athlète                                                                                   | Épreuve          | Résultat     | Rang   | Résultat         | Rang             | Résultat     | Rang         | Résultat     | Rang                                |
| ----------------------------------------------------------------------------------------- | ---------------- | ------------ | ------ | ---------------- | ---------------- | ------------ | ------------ | ------------ | ----------------------------------- |
| Keston Bledman                                                                            | 100 m            | exempt       | exempt | 10.13            | 14e              | 10.04        | 9e           | -            | -                                   |
| Wayne C. Davis II                                                                         | 110 m haies      | 13.52        | 17e    | NC               | NC               | 13.49        | 17e          | -            | -                                   |
| Jehue Gordon                                                                              | 400 m haies      | 49.37        | 18e    | NC               | NC               | 47.96 (RN)   | 4e           | 48.86        | 6e                                  |
| Lalonde Gordon                                                                            | 400 m            | 45.43        | 13e    | NC               | NC               | 44.58 (PB)   | 1er          | 44.52 (PB)   | Médaille de bronze, Jeux olympiques |
| Deon Lendore                                                                              | 400 m            | 45.81        | 27e    | NC               | NC               | -            | -            | -            | -                                   |
| Renny Quow                                                                                | 400 m            | DNS          | -      | NC               | NC               | -            | -            | -            | -                                   |
| Rondel Sorrillo                                                                           | 100 m            | exempt       | exempt | 10.23            | 26e              | 10.31        | 23e          | -            | -                                   |
| Rondel Sorrillo                                                                           | 200 m            | 20.76        | 34e    | NC               | NC               | -            | -            | -            | -                                   |
| Mikel Thomas                                                                              | 110 m haies      | 13.74        | 32e    | NC               | NC               | -            | -            | -            | -                                   |
| Richard Thompson                                                                          | 100 m            | exempt       | exempt | 10.14            | 16e              | 10.02        | 8e           | 9.98         | 7e                                  |
| Keston Bledman Marc Burns Emmanuel Callender Jamol James Rondel Sorrillo Richard Thompson | Relais 4 × 100 m | 38.10 (SB)   | 5e     | NC               | NC               | NC           | NC           | 38.12        | Médaille d'argent, Jeux olympiques  |
| Ade Alleyne-Forte Machel Cedenio Lalonde Gordon Deon Lendore Renny Quow Jarrin Solomon    | Relais 4 × 400 m | 3:00.38 (RN) | 3e     | NC               | NC               | NC           | NC           | 2:59.40 (RN) | Médaille de bronze, Jeux olympiques |

Concours
| Athlète         | Épreuve           | Qualification | Qualification | Finale     | Finale                         |
| Athlète         | Épreuve           | Distance      | Rang          | Distance   | Rang                           |
| --------------- | ----------------- | ------------- | ------------- | ---------- | ------------------------------ |
| Keshorn Walcott | Lancer du javelot | 81.75         | 10e           | 84.58 (RN) | Médaille d'or, Jeux olympiques |

Femmes
Courses
| Athlète                                                                                      | Épreuve          | Séries     | Séries  | Quarts de finale | Quarts de finale | Demi-finales | Demi-finales | Finale   | Finale |
| Athlète                                                                                      | Épreuve          | Résultat   | Rang    | Résultat         | Rang             | Résultat     | Rang         | Résultat | Rang   |
| -------------------------------------------------------------------------------------------- | ---------------- | ---------- | ------- | ---------------- | ---------------- | ------------ | ------------ | -------- | ------ |
| Michelle-Lee Ahye                                                                            | 100 m            | exempte    | exempte | 11.28            | 24e              | 11.32        | 21e          | -        | -      |
| Kelly-Ann Baptiste                                                                           | 100 m            | exempte    | exempte | 10.96            | 4e               | 11.00        | 7e           | 10.94    | 6e     |
| Janeil Bellille                                                                              | 400 m haies      | 57.27      | 31e     | NC               | NC               | -            | -            | -        | -      |
| Semoy Hackett                                                                                | 100 m            | exempte    | exempte | 11.04 (PB)       | 9e               | 11.26        | 16e          | -        | -      |
| Semoy Hackett                                                                                | 200 m            | 22.81      | 13e     | NC               | NC               | 22.55 (=RN)  | 7e           | 22.87    | 8e     |
| Kai Selvon                                                                                   | 200 m            | 22.85 (PB) | 15e     | NC               | NC               | 23.04        | 19e          | -        | -      |
| Michelle-Lee Ahye Kelly-Ann Baptiste Semoy Hackett Sparkle McKnight Kai Selvon Reyare Thomas | Relais 4 × 100 m | 42.31 (NR) | 2e      | NC               | NC               | NC           | NC           | DNF      | -      |

Concours
| Athlète          | Épreuve         | Qualification | Qualification | Finale   | Finale |
| Athlète          | Épreuve         | Distance      | Rang          | Distance | Rang   |
| ---------------- | --------------- | ------------- | ------------- | -------- | ------ |
| Ayanna Alexander | Triple saut     | 14.09         | 14e           | -        | -      |
| Cleopatra Borel  | Lancer du poids | 18.36         | 12e           | -        | -      |

## Boxe
Hommes
| Athlète       | Compétition         | 1/16 de finale       | 1/8 de finale       | Quarts de finale    | Demi-finales        | Finale              |
| Athlète       | Compétition         | Adversaire Résultat  | Adversaire Résultat | Adversaire Résultat | Adversaire Résultat | Adversaire Résultat |
| ------------- | ------------------- | -------------------- | ------------------- | ------------------- | ------------------- | ------------------- |
| Carlos Suárez | Mi-mouches (-49 kg) | Ferhat Pehlivan 6-16 | –                   | –                   | –                   | –                   |

## Cyclisme

### Cyclisme sur piste
Vitesse
| Athlète         | Compétition                 | Qualification          | Seizièmes de finale                   | Repêchages               | Huitièmes de finale                      | Repêchages               | Quarts de finale                                            | Demi-finales                                             | Match pour le bronze                                       | Match pour le bronze | Finale                   | Finale |
| Athlète         | Compétition                 | Temps Vitesse          | Adversaire Temps Vitesse              | Adversaire Temps Vitesse | Adversaire Temps Vitesse                 | Adversaire Temps Vitesse | Adversaire Temps Vitesse                                    | Adversaire Temps Vitesse                                 | Adversaire Temps Vitesse                                   | Rang                 | Adversaire Temps Vitesse | Rang   |
| --------------- | --------------------------- | ---------------------- | ------------------------------------- | ------------------------ | ---------------------------------------- | ------------------------ | ----------------------------------------------------------- | -------------------------------------------------------- | ---------------------------------------------------------- | -------------------- | ------------------------ | ------ |
| Njisane Phillip | Vitesse individuelle hommes | 10.202 70,574 km/h 10e | Edward Dawkins V (10.221 70,443 km/h) | -                        | Robert Förstemann V (10.467 68,787 km/h) | -                        | Denis Dmitriev 2-0 (10.545 et 10.300 68.278 et 69,902 km/h) | Jason Kenny 0-2 (10.159 et 10.166 70.873 et 70,824 km/h) | Shane Perkins 0-2 (10.489 et 10.297 68.643 et 69,923 km/h) | 4e                   | -                        | -      |

Keirin
| Athlète         | Compétition   | 1er tour | Repêchage | 1/2 finale | Finale (7-12) | Finale |
| Athlète         | Compétition   | Rang     | Rang      | Rang       | Rang          | Rang   |
| --------------- | ------------- | -------- | --------- | ---------- | ------------- | ------ |
| Njisane Phillip | Keirin hommes | 4e       | 3e        | 4e         | 7e            | –      |

## Natation
| Athlète       | Épreuve          | Séries | Séries | Demi-finales | Demi-finales | Finale | Finale |
| Athlète       | Épreuve          | Temps  | Rang   | Temps        | Rang         | Temps  | Rang   |
| ------------- | ---------------- | ------ | ------ | ------------ | ------------ | ------ | ------ |
| George Bovell | 50 m nage libre  | 21.77  | 1er    | 21.77        | 5e           | 21.82  | 7e     |
| George Bovell | 100 m nage libre | DNS    | -      | -            | -            | -      | -      |
| George Bovell | 100 m dos        | 55.22  | 29e    | -            | -            | -      | -      |

## Tir
| Athlète      | Compétition            | Qualification | Qualification | Finale | Finale |
| Athlète      | Compétition            | Points        | Rang          | Points | Rang   |
| ------------ | ---------------------- | ------------- | ------------- | ------ | ------ |
| Roger Daniel | Pistolet à 50 m hommes | 539           | 35e           | NC     | NC     |

## Voile
| Athlète(s)   | Compétition | Régate 1 | Régate 2 | Régate 3 | Régate 4 | Régate 5 | Régate 6 | Régate 7 | Régate 8 | Régate 9 | Régate 10 | Total net | Total net | Medal Race | Total | Rang |
| Athlète(s)   | Compétition | Score    | Score    | Score    | Score    | Score    | Score    | Score    | Score    | Score    | Score     | Score     | Rang      | Score      | Total | Rang |
| ------------ | ----------- | -------- | -------- | -------- | -------- | -------- | -------- | -------- | -------- | -------- | --------- | --------- | --------- | ---------- | ----- | ---- |
| Andrew Lewis | Laser       | 46       | 43       | 38       | 40       | 28       | 47       | 34       | 46       | 14       | 26        | 315       | 37e       | -          | -     | -    |